# Ын Вайчхиу
Ын Ваи Чхиу (иер. 吳偉超, англ. Ng Wai Chiu, пиньинь Wú Wěichāo, кант. Ын Ваичхиу?, с.-кит. У Вэйча́о?); род. 22 октября 1981, Гонконг) — профессиональный гонконгский футболист и тренер. Выступал за различные сборные Гонконга: от юношеских до национальной.

## Биография
Отец Ын Ваи Чхиу, Ын Чи Ин, также был футболистом и выступал за Гуандун. В возрасте семи лет Ын Ваи Чхиу переехал из Коулун Бэй в Шаньтин (район Хинь Кэн). Там он начал заниматься футболом на стадионе, который располагался прямо перед его домом. Когда ему исполнилось пятнадцать, Ваи Чхиу начал заниматься с отцом, однако практически во всём ему уступал. В этом же году он поступил в Спортивный институт Гонконга, где познакомился с будущим коллегой Чхань Вань Хо.